# Cantonul Calais-Nord-Ouest
Cantonul Calais-Nord-Ouest este un canton din arondismentul Calais, departamentul Pas-de-Calais, regiunea Nord-Pas-de-Calais, Franța.

## Comune
| Comune                | Populație (1999) | Cod poștal | Cod INSEE |
| --------------------- | ---------------- | ---------- | --------- |
| Bonningues-lès-Calais | 570              | 62340      | 62156     |
| Calais                | 77 333 (1)       | 62100      | 62193     |
| Coquelles             | 2 370            | 62231      | 62239     |
| Escalles              | 321              | 62179      | 62307     |
| Fréthun               | 1 091            | 62185      | 62360     |
| Nielles-lès-Calais    | 206              | 62185      | 62615     |
| Peuplingues           | 586              | 62231      | 62654     |
| Saint-Tricat          | 614              | 62185      | 62769     |
| Sangatte              | 4 046            | 62231      | 62774     |